# Gigmoto
Gigmoto è una municipalità di quinta classe delle Filippine, situata nella Provincia di Catanduanes, nella Regione di Bicol.
Gigmoto è formata da 9 baranggay:
- Biong
- Dororian
- Poblacion District I
- Poblacion District II
- Poblacion District III
- San Pedro
- San Vicente
- Sicmil
- Sioron